# HMS Norfolk (1928)
HMS Norfolk – brytyjski krążownik ciężki typu County z okresu międzywojennego i II wojny światowej. Okręt był pierwszą z dwóch jednostek trzeciej (ostatniej) serii produkcyjnej krążowników typu County, znanej jako podtyp Norfolk.
Stępkę okrętu położono w lipcu 1927 roku w Govan w stoczni Fairfield Shipbuilding and Engineering Company. Zwodowano go 12 grudnia 1928 roku. Wszedł do służby 30 kwietnia 1930 roku.
We wrześniu 1931 roku załoga krążownika brała udział w buncie w Invergordon.
16 marca 1940 roku został zaatakowany w Scapa Flow przez bombowce Kampfgeschwader 26.
Brał udział w operacji przeciw pancernikowi „Bismarck”.
26 grudnia 1943 roku brał udział w zatopieniu pancernika „Scharnhorst”.